# شعار تشيلي
اعتمد هذا الشعار رسميا في جمهورية تشيلي في 26 حزيران - يونيو من سنة 1834 ويتكون الشعار من درع ملون بلونين هما الأزرق في أعلى الدرع والأحمر في اسفل الدرع ويتوسط الدرع نجمة خماسية باللون الأبيض وفي أعلى الدرع توجد ثلاث ريشات بالوان الأحمر والأبيض والأزرق على الوان العلم التشيلي. وفي أحد جانبي الدرع يوجد حيوان هيمول huemul (وهو ايل في جبال الانديز) وفي الجانب الآخر من الدرع طائر الكوندور